# Trentemøller
Trentemøller (wł. Anders Trentemøller; [ˈtˢʁɑnd̥əˌmøˀlɐ]) – duński DJ i producent muzyki elektronicznej pochodzący z Kopenhagi.

## Dyskografia

### Albumy
- 2006: The Last Resort
- 2010: Into The Great Wide Yonder
- 2013: Lost[3]
- 2016: Fixion
- 2019: Obverse

### Kompilacje
- 2007: The Trentemøller Chronicles

### Inne
- 2003: Trentemøller EP (12")
- 2004: Beta Boy (12")
- 2005: Kink (12")
- 2005: Physical Fraction (12")
- 2005: Polar Shift (12")
- 2005: Serenetti (12")
- 2006: Sunstroke (12")
- 2006: Nam Nam E.P. (12")
- 2006: Rykketid (12")
- 2006: Always Something Better (12")
- 2007: African People (12")
- 2007: Moan (12")
- 2007: Moan (Dub & Instrumental) (12")
- 2008: Miss You (Remixes) (12")
- 2008: Live in Concert EP (Roskilde Festival 2007)